# ʿAbd al-Malik ibn Habīb
Abū Marwān ʿAbd al-Malik ibn Habīb as-Sulamī (arabisch أبو مروان عبد الملك بن حبيب السلمي, DMG Abū Marwān ʿAbd al-Malik ibn Ḥabīb as-Sulamī) (* 790 bei Huétor Vega in der Vega de Granada; † 18. Februar 853 in Córdoba) war einer der wichtigsten islamischen Rechtsgelehrten von al-Andalus im 9. Jahrhundert. Er trug maßgeblich dazu bei, dass die malikitische Rechtsschule auf der iberischen Halbinsel heimisch wurde, und war der erste medizinische Autor von al-Andalus. Neben Werken zu Fiqh und Medizin hat er auch Schriften zur Geschichte, Grammatik und Genealogie verfasst.

## Herkunft
ʿAbd al-Maliks Familie stammte aus Toledo und hatte eine Zeitlang in Córdoba gelebt, der Großvater war jedoch während eines Bürgerkriegs nach Elvira, dem späteren Granada, gezogen. Unklar ist, ob die Familie zu den Banū Sulaim selbst gehörte oder nur in einem Klientelverhältnis zu diesem Stamm stand. ʿAbd al-Maliks Vater war als Gewürzhändler (ʿaṭṭār) tätig und besaß eine Ölpresse.

## Leben
Ibn Habīb wurde 790 in Hisn Wāt (= Huetor Vega) geboren. Er studierte zunächst in Elvira und in Córdoba. Zu seinen Lehrern gehörte unter anderem Saʿsaʿa ibn Sallām (gest. zwischen 796 und 807), der damals wichtigste Vertreter der Rechtsschule von al-Auzāʿī in al-Andalus. Im Jahre 822 oder 823 begab sich Ibn Habīb mit finanzieller Unterstützung seines Vaters auf eine Reise in den Orient. Auf dieser Reise vollzog er den Haddsch und studierte bei verschiedenen Malikiten in Medina und in Ägypten. Zu seinen dortigen Lehrern gehörten Ibn ʿAbd al-Hakam, ʿAbdallāh ibn al-Mubārak und der Sohn von al-Mādschischūn.
Im Jahre 825 – bzw. nach der Angabe von Ibn Farhūn (gest. 1397) im Jahre 831 – kehrte er nach al-Andalus zurück und ließ sich in seiner Heimatstadt Elvira nieder. Nachdem sich sein Ruf als Gelehrter verbreitet hatte, ließ ihn der Emir Abd ar-Rahman II. nach Córdoba holen und ordnete ihn der Klasse der Muftis zu, die zu jener Zeit von dem berberischen Gelehrten Yahyā ibn Yahyā Ibn Abī ʿĪsā angeführt wurde. Ibn Habīb hatte häufige Disputationen mit Ibn Abī ʿĪsā und versammelte in der Freitagsmoschee von Córdoba einen großen Schülerkreis um sich, in dem man ausschließlich seine Werke und den al-Muwatta von Mālik ibn Anas las. Um dem Wissen größeres Ansehen zu verschaffen, kleidete sich Ibn Habīb in Seide, ansonsten soll er jedoch genügsam gewesen sein.
Ibn Habīb diente auch dem Emir als Berater. In dieser Funktion warnte er den Herrscher vor dem Machtstreben seines Qādīs und Verwandten Ibrāhīm ibn al-ʿAbbās. Der Emir setzte diesen daraufhin ab. Nach dem Tod von Ibn Abī ʿĪsā im Jahre 849 erlangte Ibn Habīb die Führung der Gelehrten in al-Andalus.
Großes Aufsehen erregte seine Unnachsichtigkeit mit einem angesehenen Mann namens Yahyā ibn Zakarīyā al-Chaschschāb. Dieser Mann, der der Neffe von ʿAdschab, der Lieblingskonkubine des verstorbenen Herrschers al-Hakam I., war, hatte während eines Regengusses eine blasphemische Bemerkung gemacht und war deswegen vom Emir inhaftiert worden. Während der Qādī und die anderen Muftis von einer Verurteilung des Mannes absahen, sprach sich Ibn Habīb in einem Fatwa für seine Hinrichtung aus und wohnte auch seiner Kreuzigung bei. Als einige Zeit später sein eigener Bruder Hārūn in Elvira wegen blasphemischer Bemerkungen gefangengesetzt wurde und sich die meisten anderen Autoritäten für seine Bestrafung aussprachen, konnte Ibn Habīb durch Fürsprache beim Herrscher und Abfassung mehrerer Verteidigungsschreiben die Anwendung einer Hadd-Strafe abzuwenden. Die Affäre brachte jedoch ihn und seine Familie stark in Verruf.
Ibn Habīb besaß in der Nähe von Granada Ländereien und Olivenhaine, die er der Moschee von Córdoba stiftete. Er starb nach Erkrankung an Blasensteinen im Jahre 853 und wurde auf dem Umm-Salama-Friedhof in Córdoba begraben. Er hinterließ zwei Söhne: Muhammad und ʿUbaidallāh.

## Werke
Nach eigener Aussage verfasste ʿAbd al-Malik insgesamt 1050 Bücher. Mehrere davon müssen allerdings relativ kurz gewesen sein, denn es heißt, dass ʿAbd al-Malik die Angewohnheit hatte, zehn Bücher in einem Band zusammenzubinden. Mehrere seiner Werke erstreckten sich auch über eine größere Anzahl von Büchern. Insgesamt hat sich nur ein gutes Dutzend seiner Werke erhalten. Die folgenden davon haben bisher die meiste Aufmerksamkeit erfahren:
- Kitāb al-Wāḍiḥa, Kompendium des malikitischen Rechts, von dem sich nur Fragmente auf Pergament in Qairawān erhalten haben, die verschiedene Ritualfragen behandeln. ʿAbd al-Malik analysiert bei den einzelnen Themen die einschlägigen Hadithe und kommentiert sie. Die Abschnitte zur rituellen Reinheit wurden von Beatrix Ossendorf-Conrad ediert (Beirut/Stuttgart 1994), die Abschnitte zum Gebet und zum Haddsch von Miklós Murányi (Beirut 2010). Digitalisat der Edition von M. Muranyi
- Tafsīr ġarīb al-Muwaṭṭaʾ, Erklärungen zu den schwer verständlichen Ausdrücken im Muwaṭṭaʾ von Mālik ibn Anas, ediert von ʿAbd ar-Raḥmān ibn Sulaimān al-ʿUṯaimīn (Riyad 2001).
- Adab an-nisāʾ bekannt auch als al-Ġāya wa-l-nihāya, Werk über den Umgang mit Frauen, ediert von ʿAbd al-Madschīd Turkī (Beirut 1992). Digitalisat
- As-Samāʿ, ist ein Traktat zu verschiedenen Rechtsfragen, die er bei seinen Lehrern in Ägypten und Medina angesprochen hatte. Fragmente des Werks auf Pergament haben sich ebenfalls in der Bibliothek von al-Qairawān erhalten.[17]
- Ṭabaqāt al-fuqahāʾ min ladun aṣ-ṣaḥāba wa-man baʿdahum min al-ʿulamāʾ, Biographien der Rechtsgelehrten unter den Prophetengefährten und den späteren Generationen, ediert von Riḍwān Bin-Ṣāliḥ al-Ḥuṣarī (Rabat 2012).
- at-Taʾrīḫ, Weltchronik, die das Geschehen von der Erschaffung der Welt über die verschiedenen Propheten bis zur Hidschra behandelt, die Ereignisse unter den verschiedenen Kalifen bis al-Walid I. beschreibt und dann die Geschichte Spaniens bis zum Jahr 888 erzählt. Der letzte behandelte Herrscher ist Emir Abdallah von Córdoba. Den Abschluss bilden Kapitel über die verschiedenen Generationen der islamischen Rechtsgelehrten sowie Ausführungen zu verschiedenen moralischen Fragen. Es handelt sich um das früheste Geschichtswerk aus Spanien überhaupt, das vollständig erhalten ist. Die letzten Teile zur späteren Geschichte Andalusiens wurden später von einem Schüler hinzugefügt.[18] Editionen von Jorge Aguadé (Madrid 1991) und ʿAbd al-Ġanī Mastū (Beirut 2008). Digitalisat der Beiruter Edition
- Kitāb al-Waraʿ, Sammlung von Überlieferungen zur Gewissensfrömmigkeit, die nur in einer Handschrift der Spanischen Nationalbibliothek erhalten ist, die 1986 von J. Aguadé beschrieben wurde. Die Sammlung umfasst 33 Kapitel und behandelt die subtilen Gefährdungen des Seelenheils. Dem Gläubigen wird empfohlen, mit allem vorsichtig zu sein, was Sünde sein kann oder dazu führen kann. Dazu gehören Dinge zweifelhafter Herkunft, der Umgang mit Herrschern, das Blicken auf ungenügend verschleierte Frauen, Lügen, Zorn, Spott, Beleidigung, zu vieles Reden usw. Händler erscheinen in dem Werk in einem schlechten Licht. Neben Traditionen, die auf Mohammed zurückgeführt werden, stehen solche über andere Propheten sowie über andere Fromme wie al-Hasan al-Basrī, Sufyān ath-Thaurī, ʿUmar ibn ʿAbd al-ʿAzīz und ʿAbdallāh ibn al-Mubārak.[19]
- Waṣf al-firdaus, Beschreibung des Paradieses, gedruckt Beirut 1987.
- Muḫtaṣar fī ṭ-ṭibb, Kompendium zur Medizin und Gesundheitslehre in drei Teilen, ediert und ins Spanische übersetzt von Camilo Álvarez de Morales and Fernando Girón Irueste (Madrid 1992). Der erste und der dritte Teil sind im Wesentlichen Sammlungen von Hadithen zu magischen Formeln, Bittgebeten, Nahrungsmitteln und Lebensführungsregeln, die der Heilung und Gesunderhaltung dienen sollen. Ibn Habībs Beitrag beschränkt sich auf die Kommentierung dieser Hadithe. Der zweite Teil beschreibt verschiedene Arzneien und Pflanzen und ist von hohem lexikographischen Wert.[20] Die griechische Medizin spielt in dem Werk kaum eine Rolle.[21] Es entspricht von seiner Anlage her Werken der Prophetischen Medizin[22] und weist Ähnlichkeiten mit dem sogenannten "goldenen Sendschreiben" (risāla ḏahabīya) auf, das dem achten schiitischen Imam ʿAlī ibn Mūsā ar-Ridā zugeschrieben wird. Die Ähnlichkeiten zeigen sich insbesondere in dem Abschnitt über die Jahreszeiten.[23]

## Urteile
Aufgrund seiner außerordentlich umfassenden Bildung wurde ʿAbd al-Malik mit Sahnūn ibn Saʿīd, dem berühmten Rechtsgelehrten von Nordafrika, verglichen. Manche zogen ihn sogar Sahnūn vor. Die von ihm überlieferten Hadithe wurden jedoch zum großen Teil mit vernichtender Kritik überzogen und als ġarāʾib („sonderbare, unbestätigte Überlieferungen“) abgetan. Ibn al-Faradī (gest. 1013) sprach ihm jede Kenntnis des Hadith ab und meinte, dass er „Gesundes“ (ṣaḥīḥ) und „Krankes“ (saqīm) nicht auseinanderhalten könne. Außerdem warf man ihm vor, dass er die meisten Überlieferungen weitertradierte, ohne sie vorher zur Überprüfung seinen Scheichen vorgelesen zu haben, wie es seinerzeit üblich war.